# For the Honor of Bettina
For the Honor of Bettina è un cortometraggio muto del 1915. Il nome del regista non viene riportato tra i dati del film.

## Produzione
Il film fu prodotto dalla Majestic Motion Picture Company.

## Distribuzione
Distribuito dalla Mutual Film, il cortometraggio in due bobine uscì nelle sale cinematografiche USA il 25 aprile 1915.